# StarCraft
StarCraft – strategiczna gra czasu rzeczywistego stworzona przez studio Blizzard Entertainment. Jest to pierwsza część serii, która została wydana w 1998 roku. Jej kontynuacja, StarCraft II: Wings of Liberty, ukazała się w 2010.
Pierwsza wersja została wydana dla systemu Microsoft Windows w 1998. Wersja na Mac OS pojawiła się rok później, a port na konsolę Nintendo 64 ujrzał światło dzienne w 2000. Główny wątek fabularny dotyczy konfliktu pomiędzy trzema galaktycznymi rasami: terranami (wywodzących się od ludzi wygnanych z Ziemi), zergami (szybko rozmnażającymi się insektoidami) oraz protosami (zaawansowanymi technologicznie wojownikami, posiadającymi zdolności psioniczne).
StarCraft stał się najbardziej kasową grą komputerową 1998 roku oraz wygrał nagrodę Origins Award dla najlepszej gry komputerowej roku. StarCraft sklasyfikowany został na 7. miejscu na liście najlepszych 100 gier wszech czasów stworzonej przez portal IGN, a także otrzymał nagrodę Star of the Walk of Game w amerykańskim Metreonie k. San Francisco, za popchnięcie gatunku gier RTS w kierunku szybkiego rozwoju.
Dziewięć i pół miliona sprzedanych kopii (łącznie z dodatkiem StarCraft: Brood War) czynią StarCrafta jedną z najlepiej sprzedających się gier komputerowych w historii; gra jest szczególnie popularna w Korei Południowej, gdzie profesjonalni gracze oraz drużyny biorą udział w meczach, utrzymując się dzięki sponsorowaniu, a także konkurują w pokazowych meczach telewizyjnych. W 2017 roku wydano odnowioną wersję gry, zatytułowaną StarCraft: Remastered.

## Rozgrywka

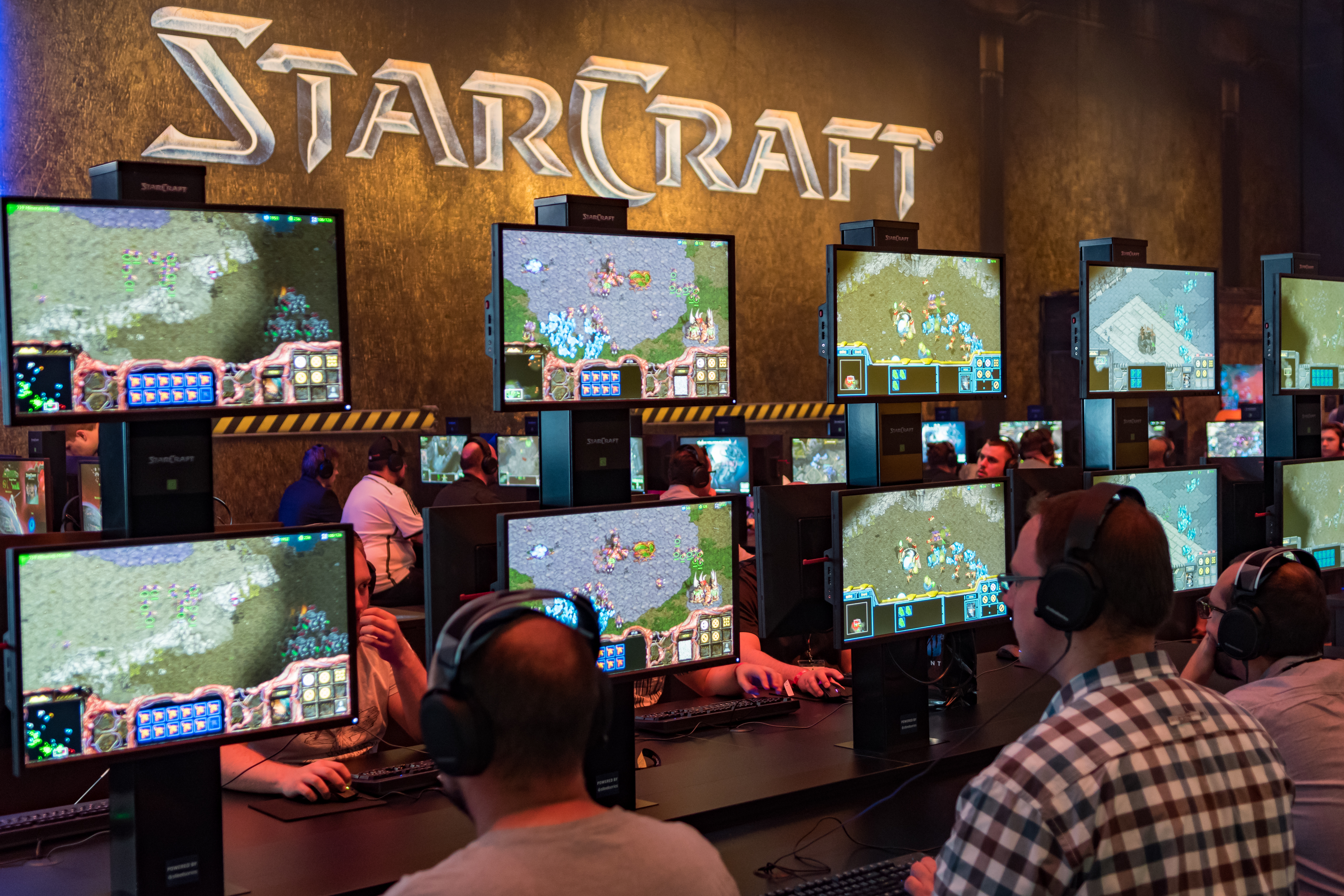
Zawody w Starcrafta 2017

Podstawowym celem gry jest wyeliminowanie wszystkich przeciwników (wyjątek stanowi kampania oraz niektóre gry typu UMS). W tym celu należy zdobyć kontrolę nad odpowiednią ilością minerałów oraz gazu, które są w grze zasobami niezbędnymi do rozbudowy bazy, konstrukcji jednostek bojowych, a także wprowadzaniu różnorodnych ulepszeń jednostek i budynków. Kryształy zbierane są bezpośrednio ze złóż w ziemi i są wydobywane masowo przez robotników (odpowiednich dla każdej rasy), natomiast gaz musi być najpierw odpowiednio przetworzony w specjalnym budynku.
Gracze mogą kontrolować ograniczoną liczbę jednostek – nie może przekroczyć 200, gdyż jest to limit nałożony przez programistów. Wyjątek stanowią niektóre misje kampanii, gdzie gracz ma możliwość kontrolowania dwóch baz różnych ras (podczas gry protosami w dodatku Brood War można grać wszystkimi trzema rasami przy użyciu zdolności jednostki Dark Archona – Mind Control. Wtedy też można mieć więcej niż 200 jednostek, gdyż limit jest liczony osobno dla każdej rasy kontrolowanej przez gracza).
Każda jednostka w grze jest unikatowa – żadna nie ma swojego odpowiednika u innej rasy. Twórcy gry starali się zrównoważyć szanse wszystkich stron konfliktu i dzięki temu gra jest niezwykle wymagająca, gdyż jego jedyną przewagą nad przeciwnikiem są umiejętności, które musi rozwijać (zarówno w skali "mikro" jak i "makro", a więc umiejętności szybkiego i trafnego wydawania poleceń, poruszania się, budowania, itd.).
Gracze zazwyczaj rozpoczynają grę z czterema robotnikami (są to SCV u terran, drones u zergów i probes u protosów), jednym budynkiem głównym, w którym produkowani są robotnicy, oraz 50 jednostkami minerałów wystarczającymi na zakup jednego robotnika. Wyjątkiem są gry UMS (ang. Use Map Settings), gdzie gracze zaczynają z częściowo rozbudowanymi bazami. Mapy takie zawierają często różne zdarzenia (ang. triggers), które często uaktywniają się dopiero w trakcie gry.

### Tryb wielu graczy
Gra w sieci lokalnej możliwa jest za pośrednictwem protokołów TCP/IP oraz IPX (maksymalnie ośmiu graczy) lub przez modem (dwóch graczy jednocześnie).
Ponadto, tryb gry wieloosobowej oferuje rozgrywki na jednym z czterech serwerów Battle.net (Europa, Azja i dwa w Ameryce Północnej). Gra na Battle.net jest nieodpłatna, a każdy z serwerów posiada osobny ranking graczy. We wszystkich trybach dla wielu graczy istnieje możliwość gry drużynowej. W tym trybie nie da się zaatakować gracza z własnej drużyny (wyjątkiem jest tzw. splash damage), natomiast nie ma możliwości przekazywania surowców sojusznikom.
Obecnie najwyższy poziom prezentują zawodnicy koreańscy, z których wielu zyskało status graczy profesjonalnych (ang. pro gamers). Poza Koreą działają również inne prywatne ligi graczy (ang. ladders), takie jak iCCup, czy WGTour. Gra się w nich na zestawie wcześniej opublikowanych map. Ligi takie mają często swoje prywatne serwery, które mają za zadanie zapewniać uczciwą rywalizację pomiędzy zawodnikami.
Począwszy od wersji 1.08, gracze mają możliwość zapisywania powtórek swoich rozgrywek, które potem mogą być odtwarzane w formie filmowej przy użyciu dowolnej kopii gry. Umożliwia to m.in. studiowanie taktyk innych graczy. Fani stworzyli przy tym wiele aplikacji (np. BWChart), które mają za zadanie analizę powtórek i tworzenie na ich podstawie statystyk rozgrywki. Zawierają one takie informacje jak liczba wykonanych akcji na minutę (APM), kolejność budowania i trenowania jednostek.

## Fabuła
W fabule gry występuje wiele wątków i zwrotów akcji, przeplatanych animowanymi przerywnikami filmowymi. W trybie pojedynczego gracza do rozegrania są trzy kampanie, po jednej dla każdej z ras. Fabuły poszczególnych kampanii są ze sobą ściśle powiązane, tak że rozegranie ich we właściwej kolejności ukazuje spójny i ciągły scenariusz, choć odkrywany i przedstawiany za pomocą fragmentów filmowych z perspektyw poszczególnych ras.
W pierwszej części gracz wciela się w rolę dowódcy wojsk Konfederacji Terran, szybko jednak przechodzi na stronę quasi-partyzanckiej organizacji o nazwie Sons of Korhal, której dowódcą jest Arcturus Mengsk. Jest to początek wielkiego konfliktu pomiędzy trzema rasami występującymi w StarCrafcie.
W drugiej kampanii gracz zostaje jednym z "Cerebrates" (pol. Celebratów), dowódców poszczególnych rojów zergów, podlegających bezpośrednio nadrzędnemu umysłowi, Overmindowi (pol. Nadswiadomości). Zostaje tu rozwinięty wątek walki pomiędzy zergami a protosami, który trwa praktycznie do końca podstawowej wersji gry.
Trzeci epizod zostaje poświęcony rasie protosów. Tym razem gracz zostaje jednym z nowych Egzekutorów (ang. Executor), który ma zastąpić Tassadara, oskarżonego przez Konklawe (forma rządu protosów) o współpracę z Mrocznymi templariuszami, którzy zostali wygnani dawno temu z rodzimej planety protosów, Aiur. Trzecia kampania kontynuuje wątki rozpoczęte wcześniej, a także ukazuje głębokie podziały i różnice, jakie są zakorzenione w społeczeństwie protosów, z którymi muszą sobie poradzić w obliczu nadchodzącego niebezpieczeństwa.